# Barenton-Bugny
Barenton-Bugny es una comuna francesa, situada en el departamento de Aisne, de la región de Alta Francia.

## Demografía
| 529 | 519 | 489 | 527 | 578 | 533 | 580 | 545 |
| Para los censos de 1962 a 1999 la población legal corresponde a la población sin duplicidades (Fuente: INSEE [Consultar]) |     |     |     |     |     |     |     |